# Pseudomaenas
Pseudomaenas is een geslacht van vlinders van de familie spanners (Geometridae), uit de onderfamilie Ennominae.

## Soorten
- P. alcidata (Felder & Rogenhofer, 1875)
- P. anguinata (Felder & Rogenhofer, 1875)
- P. arcuata Krüger, 1999
- P. bivirgata (Felder & Rogenhofer, 1875)
- P. complicata Krüger, 1999
- P. directa Krüger, 1999
- P. dukei Krüger, 1999
- P. eumetrorrhabda Prout, 1938
- P. euzonaria Krüger, 1999
- P. honiballi Krüger, 1999
- P. intricata (Walker, 1858)
- P. krooni Krüger, 1999
- P. leucograpta (Warren, 1911)
- P. margarita (Warren, 1914)
- P. microgyne Krüger, 2007
- P. oncodogramma Prout, 1917
- P. orophila Krüger, 1999
- P. prominens Krüger, 1999
- P. rubidivenis (Prout, 1922)
- P. sinuata Krüger, 1999
- P. staudei Krüger, 1999
- P. tricolor (Warren, 1897)
- P. turneri Prout, 1938